# إلين بوتر
إلين بوتر (بالإنجليزية: Ellen Potter)‏ (1963)؛ كاتِبة مُتخصِّصة في أدب الأطفال وروائية أمريكية.